# 케이지드 콜리즌
케이지드 콜리즌(Caged Collision)은 링 오브 오너가 주관하던 월간 페이퍼뷰로 2009년 1월 31일 시카고에서 녹화방식으로 진행되었으며, 2009년 4월 17일에 방송되었다.

## 결과
- 다크매치 1 : 더 링사이드 리뷰 (게빈 스타 & 케이스 크레임)가 에린 스캇 & 앤드류 리즈웨이와의 태그팀 경기에서 승리
- 다크매치 2 : 에고스티코 판타스티코가 데릭 St. 홈즈에게 승리
- 알렉스 페인이 캐니 킹 , 실라스 영과의 3자간 경기에서 승리
- 클라우디오 캐스너그놀리가 캐빈 스틴에게 승리
- 그리즐리 레드우드가 레트 티튜스에게 승리
- 니크로 부처 & 제리 린이 에이지 오브 더 폴 (딜릴리어스 & 브로디 리)와의 태그팀 경기에서 승리
- 타일러 블랙이 오스틴 에리즈 , 브라이언 다니엘슨 , 지미 제이콥스와의 4자간 서바이벌 경가 방식으로 진행된 RoH 월드 헤비웨이트 타이틀 도전자 결정전에서 승리
- 나이젤 맥구이니스가 엘 제네리코를 꺾고 RoH 월드 헤비웨이트 타이틀 방어에 성공함
- 브렌트 얼브라잇 & 로데릭 스트롱 & 에릭 스티븐스 & 제이 브리스코 & 에이스 스틸이 스위트 & 소어 Inc (아담 피어스 & 팽크 토렌드 & 에디 에드워즈 & 데이비 리쳐즈 & 바비 뎀프씨)와의 스틸 케이지 워페어 경기에서 승리